# Хармон, Клиффорд Бёрк
Клиффорд Бёрк Хармон (1 июля 1866, Эрбана, штат Огайо, США — 25 июня 1945, Канны, Франция) — богатый застройщик и лётчик, основатель Международной Лиги Авиаторов и был спонсором награды Трофей Хармона. Успех Хармона в сфере недвижимости произошёл благодаря развитию пригорода Нью-Йорка, нью-йоркских деревень, таких как Пелхамвуд и Хармон-на-Гудзоне (инкорпорированных в Кротон-на-Гудзоне, Нью-Йорк в 1932 году).

## Биография
Клиффорд Хармон родился 1 июля 1866 года в Эрбане, штат Огайо.
После окончания школы он переехал в Нью-Йорк вместе с его братом Уильямом Элмером, где он вошёл в индустрию недвижимости, основав компанию англ. Clifford B. Harmon and Company Inc., которая впоследствии превратилась в англ. Wood, Harmon & Company, специализировавшаяся в строительстве коттеджных посёлков.
Компания работала в 26 городах США на 256 участках, включая четыре в округе Уэстчестере: Ларчмонт-Вудс, Ларчмонт-Гарденс и Пелхамвуд, а также один в Кротон-на-Гудзоне, который первоначально назывался Хармон-на-Гудзоне. В 1905 году Хармон женился на мисс Луизе Адель Бенедикт, дочери коммодора Элиаса Корнелиуса Бенедикта, банкира и брокера с Уолл-стрит, известного моряка, который принадлежал к элите финансовой власти. Увлечённый миром авиации, благодаря своему финансовому благополучию он смог посвятить себя своей страсти, в первую очередь аэронавтике в 1908 году, установив через год национальный рекорд, достигнув высоты в 15 997 футов и пролетев 48 часов 26 минут 30 секунд. Эта запись оставалась непобедимой до 1927 года, когда она была превзойдена капитаном Хоторном С. Греем.
В 1910 году Хармон купил биплан Farman и доставил его на аэродром Минеоле (Нью-Йорк), где он стал шестым американцем, получившим лицензию пилота. 29 июня установил национальный рекорд продолжительности, пролетев на Farman час и пять минут. 2 июля установил национальный рекорд продолжительности полёта, пролетев на биплане Кёртисса два часа тридцать минут и приземлившись лишь когда у него закончилось топливо. 20 августа того же 1910 года стал первым лётчиком, перелетевшим пролив Лонг-Айленд от Гарден-Сити до Гринуич, преодолев 25 миль за 29 минут, за что был удостоен награды Doubleday — Кубком Пейдж-Компани (англ. Page Company Cup), стоимость которой оценивалась в размере 2000 долларов США. Хармон сразу же выразил решительную поддержку использования воздушного транспорта в армии, особенно в качестве бомбардировщика.
В 1911 году Хармон попал в аварию, когда его самолёт упал с высоты 45 метров и остался невредимым благодаря смягчению падения ветвями деревьев.
После вступления США в Первую мировую войну, состоявшееся 2 апреля 1917 года, Хармон стал капитаном резерва в авиационном подразделении Signal Corps в армии США. Он стал инструктором, обучая многих пилотов полётам и лично поощряя исследования и разработки методов повышения безопасности самолётов и пилотов в полёте. После окончания войны Хармон получил звание майора, он покинул армию и поселился во Франции.
В 1924 году Хармон по взаимному согласию расстался со своей женой, которая осталась в США, получив развод в 1929 году после того, как ей был выплачен долг, связанный с операцией по недвижимости, финансируемой ею.
В 1926 году Хармон основал Международную Лигу Авиаторов, которая стала награждать выдающимися новыми достижениями в мире авиации специальным призом — Международным Трофеем авиатора от Клиффорда Хармона, известного как Трофей Хармона; Трофей был разделён на три различные награды, вручаемые ежегодно авиаторам, лётчикам и аэронавтам. Три года спустя, во время Женевской конференции по разоружению, он выступил с идеей создания международных воздушных сил. Его идея была отклонена, но привлекла внимание всего мира к авиации. Хармон всегда был связан с миром авиации и его часто приглашали присоединиться к комитету приветствия, предназначенному для известных пилотов, которые прибыли в Париж.
В 1926 году Хармон основал награду Трофей Хармона для авиации.
В 1931 году Клиффорд Хармон основал награду Кубок Хармона для любителей игры в гольф.
В 1932 году Клиффорд Хармон, возможно, пытался покончить с собой в Каннах, Франция.
В конце 1930-х годов XX века у Клиффорда Хармона случился сердечный приступ в Каннах. Когда началась Вторая мировая война и Франция попала под немецкую оккупацию, он не мог покинуть страну и остался в Каннах, в отеле Мартинес с медсестрой, которая заботилась о нём.
Член пионеров Военно-воздушных сил Италии, французских старых Тигров и Военно-воздушных сил США умер 25 июня 1945 года в Каннах, Франция, вскоре после окончания войны, оставив в своём завещании 48 431 $ для продолжения награждений Трофеем Хармона выдающихся авиаторов. Тело было позже похоронено на Ронском американском кладбище в Драгиньян.

## Почести
- Орден Короны — лента для обмундирования (Бельгия)[~ 5].
- ордена Белой Розы — лента для обмундирования (Финляндия)[~ 5].
- Орден Почётного легиона — лента для обмундирования (Франция)[~ 5].
- Орден Короны Италии — лента для обмундирования[~ 5].

## Наследие
Помимо прочего, станция метро Метро-Северная железная дорога, станция Кротон-Хармон и школьный округ Кротон-Хармон названы в честь Хармона.